# Mafia Slime 2
Mafia Slime 2 è il secondo album in studio collaborativo dei rapper italiani Papa V e Nerissima Serpe, e il primo del produttore italiano Fritu, pubblicato il 17 gennaio 2025 dalla K100, Columbia ed EMI.

## Promozione
La tournée a suo supporto, il Mafia Slime Live Tour, ha registrato il tutto esaurito nelle sette date da svolgersi nella seconda metà di marzo.

## Tracce
1. Tip tap – 2:09
2. Mario & Luigi – 2:03
3. Bar cinese – 2:25
4. A lei – 3:05
5. Wop wop (con Night Skinny) (feat. Shiva) – 3:03
6. Ogni notte – 2:28
7. Qui quo qua (feat. Kevin Mopao) – 2:27
8. Sex appeal – 2:13
9. Samsung (feat. Artie 5ive) – 3:15
10. Bugie – 2:40
11. Giugno luglio agosto – 2:26
12. Campanello (feat. Guè & Rasty Kilo) – 3:06
13. Dritto al cuore – 3:04
14. Pippi Calzelunghe – 2:10
15. Rimasugli (feat. Tony Boy) – 2:58
16. Vito Corleone – 2:53
17. In hotel – 2:42

## Classifiche
| Classifica (2025) | Posizione massima |
| ----------------- | ----------------- |
| Italia            | 1                 |
| Svizzera          | 31                |